# Dichaea bryophila
Dichaea bryophila är en orkidéart som beskrevs av Heinrich Gustav Reichenbach. Dichaea bryophila ingår i släktet Dichaea och familjen orkidéer. Inga underarter finns listade i Catalogue of Life.